# IC 5250A
IC 5250A је лентикуларна галаксија у сазвјежђу Тукан која се налази на листи објеката дубоког неба у Индекс каталогу.
Деклинација објекта је - 65° 3' 38" а ректасцензија 22h 47m 17,2s. Привидна величина (магнитуда) објекта IC 5250 износи 11,1 а фотографска магнитуда 12,1. IC 5250A је још познат и под ознакама ESO 109-22, FAIR 197, PGC 69713.